# Hping
hping è un generatore e analizzatore di pacchetti per il protocollo TCP/IP, scritto da Salvatore Sanfilippo (antirez). Il software si basa sullo stesso concetto del comando Unix ping ma fa uso anche di protocolli diversi dall'ICMP (ad esempio permette anche l'invio di segmenti TCP e datagrammi UDP), e permette anche di gestire la costruzione a piacere del pacchetto IP (TTL, DF, id, mtu, tos e varie IP options) permettendo quindi anche l'invio di pacchetti IP semplici, che al loro interno sono privi di un protocollo layer 4.
Hping è uno degli strumenti usati in pratica per le verifiche di sicurezza e il test di firewall e reti, ed è stato usato per sfruttare la tecnica di scan idle scan (anch'essa inventata dall'autore di hping), che ora è implementato anche nel port scanner di Nmap. L'ultima versione di hping, hping3, permette di preparare degli script usando il linguaggio Tcl e implementa un motore per la descrizione di pacchetti TCP/IP in formato direttamente leggibile; in tal modo, il programmatore può scrivere degli script per manipolazione e analisi di pacchetti TCP/IP a basso livello in un tempo molto breve.
Come molti strumenti usati nella sicurezza informatica, hping è di utilità sia per gli amministratori di sistema che per i cracker (o gli script kiddie).